# Agapostemon virescens
Halicte vert, Abeille verte
Espèce
Synonymes
- Agapostemon bicolor Robertson, 1893
- Halictus dimidiatus Lepeletier, 1841
- Andrena nigricornis Fabricius, 1793
- Halictus tricolor Lepeletier, 1841

Agapostemon virescens, l’Halicte vert ou Abeille verte, est une espèce d'abeilles de la famille des Halictidae. Cette abeille se trouve dans différents milieux nord-américains du Honduras jusqu'au Canada.